# Historia de un Amor
Historia de un Amor (Історія одного кохання) — пісня у жанрі кубинське болеро, іспанською мовою, у котрій йдеться про страждання чоловіка, що втратив свою любов.

## Історія
Автором є панамський автор Карлос Елета Альмаран, котрий написав її у 1955 році після смерті дружини свого брата.

## Виконавці
Пісня була проспівана й зіграна (у інструментальній версії) багатьма відомими музиками: Сезарія Евора, Хуліо Іґлесіас, Даліда, Ана Габріель, Луїс Міґель, Ейді Ґорме з тріо Los Panchos, Олег Погудін, Армен Григор'ян. Існують англійський, французький, китайський та іншими мовами варіанти даної пісні. Московською говіркою під назвою «Первая встреча» виконувала Клавдія Шульженко. Японська версія пісні під назвою Aru koi no monogatari (ある恋の物語; буквальний переклад первісної назви) була у кінці 1959 року представлена Місао Накахарою на японському новорічному вокальному конкурсі «Кохаку ута ґассен». Ліванський співак Могаммад Джамаль записав пісню у 1980-тих арабською мовою під назвою «Ви і танці» (إنت والرقص وأنا).